# Giacomo Bonelli
Giacomo Bonelli (anche Giacomo Bonello) (Dronero, ... – Palermo, 18 febbraio 1560) è stato un religioso italiano, di fede calvinista. Accusato di eresia, fu giustiziato a Palermo il 18 febbraio 1560.

## Biografia

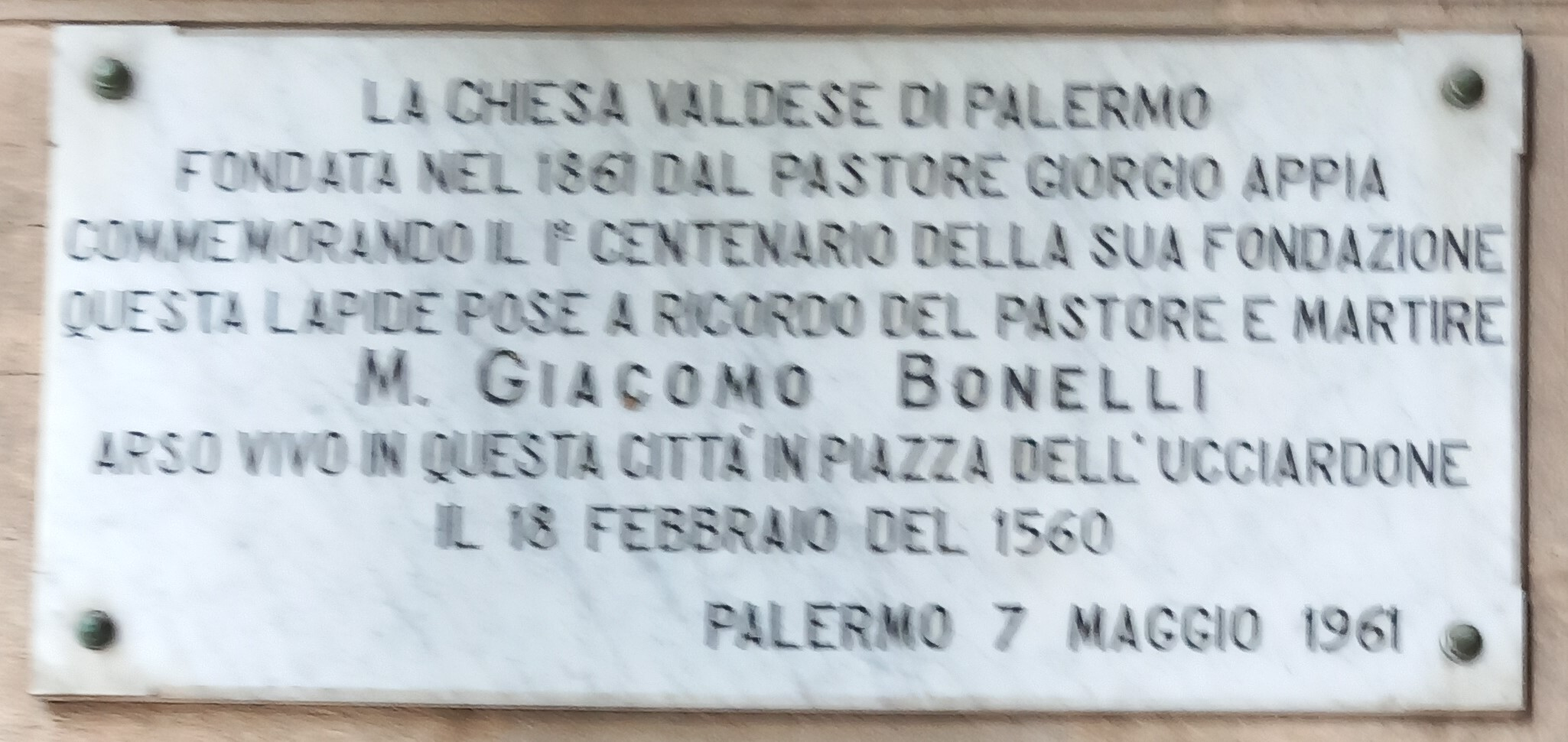
Lapide in memoria di Giacomo Bonelli

Nato a Dronero nel marchesato di Saluzzo, per la fede protestante si trasferì a Ginevra dove appare nei documenti come membro della comunità italiana nel 1555.
Nel 1559 si recò a predicare nelle comunità valdesi della Calabria insieme a un altro riformato piemontese, Gian Luigi Pascale.
Venne arrestato in Sicilia e morì sul rogo a Palermo il 18 febbraio del 1560. Una sorte altrettanto crudele toccò ai valdesi di Guardia Piemontese, che furono massacrati nella tragica notte del 5 giugno 1561, e a Gian Luigi Pascale che venne giustiziato a Roma il 16 settembre 1560.

## Eredità
Nel 1995 le chiese valdesi e metodiste gli hanno intitolato il "Centro Evangelico di Cultura Giacomo Bonelli" di Palermo.